# Villicus
Villicus era un esclau de l'antiga Roma encarregat de la direcció d'una granja o finca rústica i de tots els afers en relació amb ella, excepte els ramats que estaven sota direcció del magister pecoris.
El primer dels deures del villicus era obeir al seu amo i després manar als altres esclaus amb moderació. No podia sortir de la finca excepte per anar al mercat, no podia tenir relacions amb endevins ni tenir cura dels ramats. La seva dona era la villica, segons diu Luci Juni Moderat Columel·la. Era diferent de l'actor, una persona que s'encarregava dels pagaments i les finances de la finca.
Sovint es donava aquest mateix nom a qualsevol persona (lliure, llibert o esclau) a la que s'encarregava portar un negoci.